# شاش

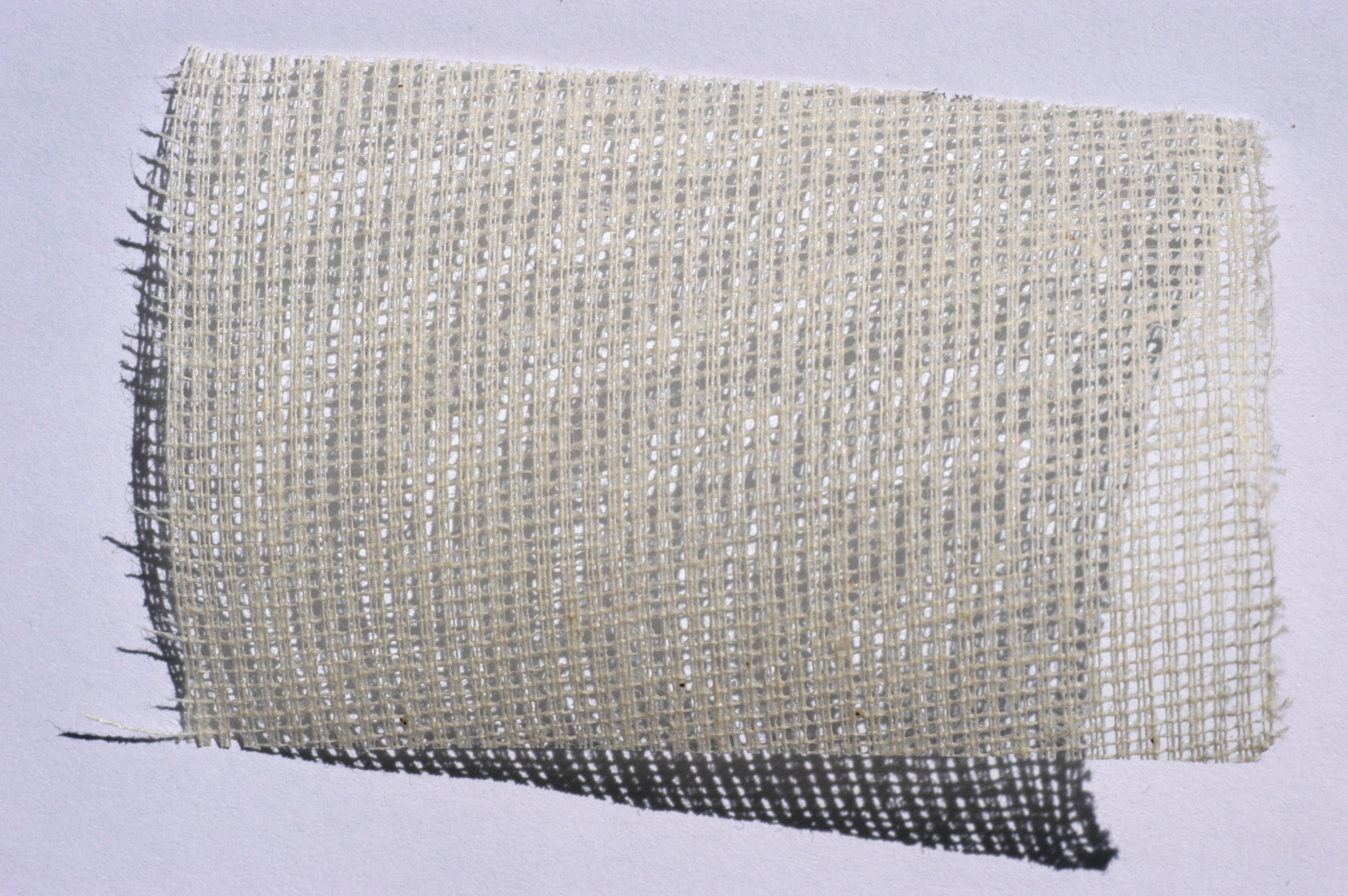
شاش

الشاش (بالإنجليزية: Gauze)‏ هو قماش رقيق كثير الثقوب مصنوع من القطن أو الحرير، أو الخيوط الصناعية. صنع هذا القماش لأول مرة في مدينة غزة بفلسطين. تنسج الخيوط بطريقة خاصة تدعى لينو أو النسيج الشاشي. في حالة اللينو، تكون خيوط السداة مزدوجة دائما. تُلف خيوط الطول المزدوجة بعضها ببعض كلما مرت بخيوط اللُّحمة وفي هذه الحالة، تكون الخيوط قد أبقيت متباعدة على مسافة ثابتة، مع تماسكها. يستخدم نسيج لينو في صناعة الناموسيات، والمركيزيتات (أنسجة رقيقة مشبكة)، وقماش المنخل الذي ينخل الدقيق في الطواحين.

## التاريخ وأصل الكلمة
كان الشاش يحاك تقليديا في فلسطين والكلمة الإنجليزية Gauze قد قيل أنها اشتقت من اسم منطقة غزة (ghazza), والتي كانت مركز للحياكة في المنطقة.